# By-passing (géographie)
 (janvier 2024).
Si vous disposez d'ouvrages ou d'articles de référence ou si vous connaissez des sites web de qualité traitant du thème abordé ici, merci de compléter l'article en donnant les références utiles à sa vérifiabilité et en les liant à la section « Notes et références ».
 (janvier 2020).
Améliorez-le ou discutez des points à vérifier. 
En géographie, le terme de by-passing ou by-pass renvoie à une forme d'aménagement, s'inscrivant dans la gestion durable du trait de côte des zones littorales, permettant de rétablir le transit littoral interrompu partiellement ou totalement par un obstacle. Le by-passing permet le retour d'un apport naturel en sédiments, donnant lieu à une restructuration et une consolidation du trait de côte. 
Cette méthode peut être considérée comme "douce" au même titre que le rechargement sédimentaire ou la végétalisation des zones littorales (et notamment sableuses) et permet parfois d'éviter la construction d'ouvrages de protection tels que les digues.  